# Instituto de Geociências da Universidade Federal do Rio de Janeiro
O Instituto de Geociências (IGeo) é uma unidade de ensino, pesquisa e extensão da Universidade Federal do Rio de Janeiro (UFRJ). O IGeo foi implantado em 1967 através do Decreto nº 60 455-A, sendo responsável atualmente pela coordenação dos cursos de graduação e os programas de pós-graduação nas áreas de Geografia, Geologia e Meteorologia. Localiza-se no prédio do Centro de Ciências Matemáticas e da Natureza (CCMN), na Cidade Universitária, Rio de Janeiro.